# Kenneth Colley
Kenneth Colley (Manchester, 7 dicembre 1937 – Ashford, 30 giugno 2025) è stato un attore britannico.

## Biografia
Kenneth Colley nacque il 7 dicembre 1937 a Manchester, allora compresa nel Lancashire. Una delle sue prime apparizioni fu nel ruolo di Noah Riley nel sesto episodio della seconda stagione del dramma poliziesco degli anni settanta L'ispettore Regan. Interpretò Gesù in Brian di Nazareth, essendo apparso anche nel precedente episodio di Ripping Yarns della produzione legata ai Monty Python "The Testing of Eric Olthwaite" insieme a Michael Palin. 
Come attore shakespeariano interpretò il Duca di Vienna nella produzione shakespeariana della BBC Television Shakespeare di Misura per misura nel 1979.
Lavorò in diverse opere cinematografiche dirette da Ken Russell dall'inizio degli anni Settanta all'inizio degli anni Novanta.
Tra gli altri ruoli celebri che interpretò vi fu l'ammiraglio Piett nei film del 1980 L'impero colpisce ancora e Il ritorno dello Jedi. Riprese il ruolo nello speciale animato di Cartoon Network Lego Star Wars: The Empire Strikes Out nel 2012.
Ebbe anche una parte notevole nel film Firefox - Volpe di fuoco del 1982 di Clint Eastwood, interpretandovi un colonnello sovietico incaricato della protezione di Firefox e dei suoi segreti. Recitò in un ruolo simile nella miniserie sulla seconda guerra mondiale Ricordi di guerra.
Colley è morto nel 2025, per complicazioni da Covid-19. 

## Filmografia

### Cinema
- I ribelli di Carnaby Street (The Jokers), regia di Michael Winner (1967)
- Come ho vinto la guerra (How I Won the War), regia di Richard Lester (1967)
- Il mostro di sangue (The Blood Beast Terror), regia di Vernon Sewell (1968)
- Sadismo (Performance), regia di Donald Cammell e Nicholas Roeg (1970)
- L'altra faccia dell'amore (The Music Lovers), regia di Ken Russell (1970)
- I diavoli (The Devils), regia di Ken Russell (1971)
- Triplo eco (The Triple Echo), regia di Michael Apted (1972)
- Gli ultimi 10 giorni di Hitler (Hitler: The Last Ten Days), regia di Ennio De Concini (1973)
- La perdizione (Mahler), regia di Ken Russell (1974)
- Juggernaut, regia di Richard Lester (1974)
- Lisztomania, regia di Ken Russell (1975)
- Jabberwocky, regia di Terry Gilliam (1977)
- Brian di Nazareth (Monty Python's Life of Brian), regia di Terry Jones (1979)
- L'Impero colpisce ancora (The Empire Strikes Back), regia di Irvin Kershner (1980)
- Firefox - Volpe di fuoco (Firefox), regia di Clint Eastwood (1982)
- Il ritorno dello Jedi (Return of the Jedi), regia di Richard Marquand (1983)
- Return to Waterloo, regia di Ray Davies (1984)
- Investigazione letale (The Wisterblower), regia di Simon Langton (1988)
- La vita è un arcobaleno (The Rainbow), regia di Ken Russell (1989)
- Ho affittato un killer (I Hired a Contract Killer), regia di Aki Kaurismäki (1990)
- Vita da bohème (La Vie de bohème), regia di Aki Kaurismäki (1992)
- Grazie, signora Thatcher (Brassed Off), regia di Mark Herman (1996)

### Televisione
- Agente speciale (The Avengers) – serie TV, un episodio (1963)
- Poliziotti in cilindro: i rivali di Sherlock Holmes (The Rivals of Sherlock Holmes) – serie TV, 2 episodi (1971)
- La caduta delle aquile (Fall of Eagles) – serie TV, (1974)
- Special Branch – serie TV, un episodio (1974)
- L'ispettore Regan (The Sweeney) – serie TV, un episodio (1975)
- I miserabili (Les Miserables), regia di Glenn Jordan – film TV (1978)
- The Danedyke Mystery – serie TV, 6 episodi (1979)
- Pietro e Paolo (Peter and Paul) – serie TV, (1981)
- Scarlatto e nero (The Scarlet and the Black) – serie TV, (1983)
- Mussolini: The Untold Story – serie TV, 2 episodi (1985)
- Ricordi di guerra (War and Remembrance) – serie TV, 2 episodi (1988)
- Poirot (Agatha Christie's Poirot) – serie TV, episodio 2x06 (1990)
- Ispettore Morse (Inspector Morse) – serie TV, un episodio (1991)
- Prigionieri dell'onore (Prisoner of Honor), regia di Ken Russell – film TV (1991)
- Casualty – serie TV, 3 episodi (1991-2011)
- Metropolitan Police (The Bill) – serie TV, 3 episodi (1995-1999)
- L'ispettore Barnaby (Midsomer Murders) – serie TV, episodio 4x03 (2001)
- Relic Hunter – serie TV, un episodio (2002)
- EastEnders – serie TV, 3 episodi (2003)
- New Tricks - Nuove tracce per vecchie volpi (New Tricks) – serie TV, un episodio (2006)
- Vera – serie TV, un episodio (2013)
- Misfits – serie TV, un episodio (2013)
- Peaky Blinders – serie TV, 2 episodi (2016)

## Doppiatori italiani
Nelle versioni in italiano delle opere in cui ha recitato, Kenneth Colley è stato doppiato da:
- Gianfranco Bellini in Sadismo
- Aldo Reggiani in Misura per misura
- Mauro Gravina in Brian di Nazareth
- Renato Cortesi in L'impero colpisce ancora
- Maurizio Gueli in Firefox - Volpe di fuoco
- Pietro Biondi ne Il ritorno dello Jedi
- Guido Sagliocca in Prigionieri dell'onore
- Bruno Alessandro in Peaky Blinders
- Dario Penne in Misura per misura (ridoppiaggio)
- Alessandro Spadorcia in Brian di Nazareth (ridoppiaggio)